# Coupole octogonale gyroallongée
 (novembre 2024).
Pour les articles homonymes, voir Coupole (homonymie).
En géométrie, la coupole octogonale gyroallongée est un des solides de Johnson (J23). Comme son nom l'indique, il peut être construit en gyroallongeant une coupole octogonale (J4), c'est-à-dire en attachant un antiprisme octogonal à sa base. Il peut être vu comme une bicoupole octogonale gyroallongée (J45) dont on a enlevé une coupole octogonale.
Les 92 solides de Johnson ont été nommés et décrits par Norman Johnson en 1966.